# Plagiopteron suaveolens
Plagiopteron suaveolens är en benvedsväxtart som beskrevs av William Griffith. Plagiopteron suaveolens ingår i släktet Plagiopteron och familjen Celastraceae. Inga underarter finns listade.